# 共和人民黨 (土耳其)
共和人民黨（土耳其語：Cumhuriyet Halk Partisi，缩写为CHP）是土耳其歷史最悠久的政黨，現為最大反對黨。該黨在錫瓦斯會議時以「人民黨」的名義成立。土耳其獨立戰爭時期，人民黨呼籲人民聯合起來站在前線。1923年9月9日，人民黨正式宣稱它是政治組織。1923年10月29日，人民黨宣佈國家由無黨派民主過渡到共和體制。1924年11月10日，人民黨重新命名為共和人民黨，使土耳其進入一黨執政時期。
在那個時期，共和人民黨是一黨執政的執政黨。不過，共和人民黨面對另外兩個敵對政黨。第一個是1930年阿里·法特希·奧卡亞成立的自由共和黨，自由共和黨很快就消失了。接著還有1945年努里·狄麥爾格創立的國家發展黨。
現時共和人民黨的架構配合土耳其變到多黨執政時期。在多黨執政時期，共和人民黨特別主張社會民主主義（共和人民黨是社會黨國際的成員）。共和人民黨的旗幟內含六支箭矢，代表凱末爾主義的元素：共和主義、民族主義、國家主義、民粹主義、世俗主義及革命。
共和人民党在中支持巴勒斯坦，反对以色列。与正义与发展党在叙利亚内战中为叙利亚反对派提供军事援助和庇护不同，共和人民党反对土耳其军事干预叙利亚内战，并表示愿意与阿萨德政权谈判。共和人民党对俄罗斯入侵乌克兰持有与正义与发展党类似的态度，即主张在谴责俄罗斯入侵的同时，拒绝加入西方对俄制裁，维持与俄罗斯的经济关系。

## 歷史

### 凱末爾時期：1923—1938
1922年11月1日大國民議會通過了廢除蘇丹制的決議案，1923年10月29日，為了消除土耳其政制的曖昧狀態，凱末爾向新選出的大國民議會提出了一項憲法修正案，正式成立土耳其共和國，凱末爾隨後當選為共和國第一任總統，擁有黨政軍一切大權。
1923年9月凱末爾在安納托利亞與羅麥里亞護權協會基礎上建立人民黨，1924年4月，大國民議會通過了新憲法。11月人民黨改名為共和人民黨，總統兼任黨主席，總理為副主席。自1923年直至1938年凱末爾去世，凱末爾一直獲大國民議會連選連任共和國總統、黨主席和武裝部隊總司令，其權力幾乎不受任何限制。
1924年3月，凯末尔废除了源自伊斯蘭教先知穆罕默德後人的哈里發制度，将奥斯曼王室成员全部驱逐出境，並進行政治改革。他废除了历史悠久的伊斯兰教长制、撤消沙里亚（即伊斯兰法）部、停办独立的宗教学校和经院、关闭宗教法庭（特别沙里亚法庭）以及废除被奉为神圣法典的沙里亚法、制订和采用依据西欧国家法律为摹本的新民法等等，从而为土耳其的世俗化扫清了障碍。
凯末尔利用1925年大国民议会授与政府的特别权力，以激烈的手段完成了颇具象征意义的土耳其服饰革命。他颁布命令，強制所有政府人员必须穿戴西装与礼帽，同时颁布一项禁令，禁止非神职人员穿着宗教袍服或宗教徽记；11月25日，又颁布新的法律，強制所有男子必须戴礼帽，凡戴土耳其帽者将依律治罪。他并带头脱下军服，换上西服，以为国民表率。
凯末尔推動了一系列提高土耳其婦女地位的改革。包括在法律中明文強制不准婦女戴面紗、廢除一夫多妻、確立離婚制度、保障婦女在教育就業參政及財產繼承的平等權利。1934年修改憲法，婦女21歲擁有選舉權，30歲則擁有被選舉權。
1928年5月24日大国民议会立法通过以“国际”拉丁字母取代以前使用的阿拉伯字母。8月9日在共和人民党举行的一个有党的许多重要人物参加的游园会上，凯末尔宣布实行文字改革。11月3日，大国民议会通过一项立法，以拉丁字母為基礎，确定了土耳其新字母，并规定翌年起不再公开使用旧的阿拉伯字母。
凯末尔执政期间实施一系列社会政治与经济改革措施，并逐步形成土耳其民族资产阶级的思想理论体系凯末尔主义。凱末爾現代化的思想體系，結合世俗主義和土耳其民族主義，成為現代土耳其的基礎。

### 伊诺努时期：1938—1972
1938年，土耳其國父穆斯塔法·凱末爾·阿塔圖克逝世後，伊斯麦特·伊诺努獲選担任第二任總統並成为共和人民黨的領導人。在1938年12月26日召開的共和人民黨全國會議，伊諾努被選為終身共和人民黨首領，並追贈阿塔土克為「終身主席」，又將「國家首領」的稱號贈予伊諾努。
1940年代，共和人民黨成立村會，用以收窄城市和農村之間的差距。各式各樣的科學家、作家、教師、醫生從村會畢業後為土耳其現代化建設作出貢獻。
1946年，土耳其舉行首次多黨制國會大選，共和人民黨獲得396個席位，成為第一大黨。不過在大選前，共和人民黨通過的選舉法，引入多數制，即一黨獲得一省的多數票，該黨就可獲得該省的所有議席。
1950年大選，由于多數制的選舉法，中間偏右的民主黨以53.3%的票數贏得408席。在1950年9月的區域選舉，共和人民黨再遭挫敗，民主黨在560個區域勝出，共和人民黨僅在40個區域勝出。
真正的多黨民主自共和人民黨1950年將權力和平移交至民主黨才開始，自此，共和人民黨成為在野黨，結束30年的執政時期。
1951年11月26日，共和人民黨舉行第九屆全國會議，正式成立青年及婦女支部。1953年6月22日，工會及商會建立被提案，而工人罷工的權利亦提上黨的議程裡。
1954年5月2日，共和人民黨在多數制下的國會大選再次不敵民主黨，只獲得35.4%的選票，得31席；民主黨得票率為57.6%，得505席。此後，共和人民黨的得票率開始回升，在1957年10月27日的國會大選，共和人民黨的得票率是41%，得178席；民主黨的得票率是47.9%，得424席。
民主黨開始感到壓力，於是沒收共和人民黨的財產，包括國父凯末尔的在內，且屢屢威脅當時的共和人民黨黨首伊斯麦特·伊诺努。民主黨還打壓其他的政黨、封鎖傳媒、煽動民粹、侵害民主制度。儘管如此，民主黨執政時期並沒有破壞凱末爾主義官方世俗主義的價值，也繼續堅持共和人民黨執政時期的反共主義路線。但相比之前的共和人民黨對宗教放寬了管制。
在民主黨統領下的政府都受到貪污和因貨幣貶值和外債所導致的通脹問題困擾。在共和人民黨的一黨執政時代發展了鐵路系統，而民主黨卻支持使用公路及高速公路，使土耳其對石油的需求增加，造成嚴重的經濟問題。
1960年5月27日，在傳媒、大學講師及在野黨的支持下，軍隊成功推翻民主黨政府。高級軍官組成了國家眾合委員會，以取締民主黨及對民主黨首領作出懲處。結果，在1961年，總理阿德南·曼德列斯、外長法廷·羅士圖·梭羅及財政部長哈桑·普拉特簡在伊拉里島監獄被處以絞刑，總統傑拉勒·拜亞爾因年老而免死罪，改判無期徒刑，1964年釋放。
同年，繼承民主黨的正義黨成立，同時，國家眾合委員會成立臨時國會，取代土耳其大國民議會，為土耳其制定新憲法，成立憲法法院，以防止政府違憲。1961年的憲法是被公認為最自由民主的土耳其憲法。多數制的選舉制度被廢止，以比例代表制取代，但需獲10%。新憲法引入兩院制，以元老院為上議院、大國民議會為下議院。國家眾合委員會主席塞馬爾·古爾塞勒將軍當選為第四任土耳其總統。
1961年10月15日，共和人民黨在國會大選勝出，得票率是36.7%，得173席；正義黨得票率是34.8%，得158席。共和人民黨主席伊斯梅特·伊纳尼成為總理，與對手正義黨籌組聯合政府，這是土耳其史上的首個聯合政府。
1965年大選後，正義黨主席蘇萊曼·德米雷爾成為總理，支持者主要是宗教人士及民主主義者。

### 埃傑維特時期： 1972—1980
1971年，蘇萊曼·德米雷爾下台，經歷了多個過渡政府後，比倫特·埃傑維特帶領共和人民黨再次執政。在埃傑維特領導下，共和人民黨開始走向左翼。
1973年大選，共和人民黨不敵正義黨，之後埃傑維特與德米雷爾輪流執政。1979年，共和人民黨捲土重來，與一些小型政黨如具伊斯蘭教色彩的國家救助黨合作，這是共和人民黨最後一次執政。同年底，德米雷爾重掌政權。其後，軍隊發動政變，封禁所有政黨。

### 封禁期： 1980—1992
1980年軍事政變以後，軍政府封禁共和人民黨。之後一直到1998年，土耳其由被認為是正義黨繼承者的中間偏右黨派正途黨及祖國黨統治。政变后的1983年，社会民主党和平民党作为共和人民党的继承者成立。1985年，政变前的共和人民党领导人比伦特·埃杰维特的妻子拉赫桑·埃杰维特成立民主左翼党。同年，社会民主党和平民党合并为社会民主平民党。社会民主平民党在1987年土耳其大选中获得24.74%的选票和99个席位，1989年土耳其地方选举中获得28.69%的选票，1991年土耳其大选中与库尔德政党人民劳动党结盟，共获得20.75%的选票和88个席位。

### 巴伊卡爾時期：1992—2010
在1987年的公民投票及1993年的立法後，允許舊政黨重新建立，共和人民黨亦再度被建立，由德尼兹·巴伊卡尔领导。在巴伊卡尔领导时期，作為長年的在野黨，共和人民黨傳統上獲都會區和中產階級人士的支持，如白領、退休公務員、知識分子、官僚、大學生及企業家，在首都安卡拉和伊斯坦堡獲得主要支持；不過，共和人民黨與工會、商會及非政府組織的關係較疏離；黨內政黨中樞與左翼基層分子的政見差異，特別是庫爾德族人及什葉派教徒，使共和人民黨由中左翼黨派漸漸向中間靠攏。
1991年土耳其舉行議會選舉，設有兩個當選的門檻（10%全國得票率及15%地區得票率），加上中間偏左的黨派分為社會民主平民黨和民主左翼黨，使社會民主及民主左翼派系在國會的權力甚為弱小。1991年至1995年，土耳其由中間偏右的正途黨及中間偏左的社會民主平民黨組建聯合政府。
1994年土耳其地方选举中，社会民主平民党与共和人民党分别获得了13.52%和4.61%的选票。1995年，社会民主平民党并入共和人民党。1995年土耳其大选中，具伊斯蘭色彩的福利党進入國會，共和人民黨似乎已被人民拋棄，共和人民黨只能獲得10%的全國性選票，在550個議席中只能分得49席，作為主要左翼黨派的共和人民黨有被取代的傾向。1998年，福利党被封禁。
1990年代，前共和人民黨主席、前總理比倫特·埃傑維特率領的民主左翼黨得到廣泛的支持。在一次軟性軍事政變以後，在共和人民黨的支持下，中間偏右的祖國黨與民主左翼黨及中間偏右的小政黨土耳其民主黨合組聯合政府。不過由於聯合政府一連串的醜聞、貪污及違法行為，共和人民黨不再支持政府並投下不信任票。
1999年大選前夕，民主左翼党在祖國黨及正途黨的支持下籌組過渡政府。同年，恐怖組織庫爾德工人黨領袖阿卜杜拉·奧賈蘭在肯雅落網。同年1999年大選，民族主義者及左翼取得勝利，但選票都轉移到民主左翼黨那裡，共和人民黨未能獲得10%的當選門檻，無法在國會裡取得議席。
2001年，由前伊斯坦布爾市長雷傑普·塔伊普·埃爾多安領導的溫和伊斯蘭保守派正義與發展黨成立，共和人民黨的前景更不容樂觀。
正途黨與祖國黨的聯合政府將權力轉交到民主左翼黨，為土耳其政治產生了不穩定的變數。福利党解散使該黨的支持者轉向支持極右民族主義黨派民族行動黨，而伊斯蘭教徒亦以回教美德黨捲土重來。結果民主左翼黨、祖國黨及民族行動黨組成聯合政府。埃傑維特與總統阿赫邁特·內吉代特·塞澤爾的紛爭使土耳其股市大挫，聯合政府也倒台了。
2002年大選，共和人民黨飽受內部權力鬥爭困擾，得票率被埃爾多安的正義與發展黨遠遠拋離。正義與發展黨大勝，取得363席（三分之二絕對多數），共和人民黨、新土耳其黨及民主左翼黨聯合取得21.77%的選票，得到178席，成為最大在野黨，重返國會，這次選舉只有共和人民黨和正義與發展黨得以進入議會。共和人民黨重新成為議會裡的正式反對黨，以及土耳其第二大的政黨，亦是土耳其自1954年以來，首次回復兩黨政治。2004年的地區選舉，共和人民黨的得票來源主要是反埃爾多安的人，如前左翼黨派及右翼世俗主義黨派的支持者，但共和人民黨仍大敗予正義與發展黨，還失去了一些傳統的根據地，如安塔利亞。
許多人要求巴伊卡爾負上責任。多名已退黨的黨員表示，黨內缺乏民主的架構，而巴伊卡爾管治共和人民黨的方式亦越趨獨裁。一些支持巴伊卡爾的都坦承，如果由另一人領導，共和人民黨會更成功。
2004年10月，新土耳其黨併入共和人民黨。巴伊卡爾提倡民主左翼黨與共和人民黨合併。
近年共和人民黨擴展面對很大的困難。前民主左翼黨的支持者對經濟危機及埃傑維特時期的政府相當不滿。許多民主左翼黨及祖國黨的支持者也轉而支持正義與發展黨。
許多左翼人士也對共和人民黨的領導，特別是巴伊卡爾作出批評，他們認為共和人民黨扼殺年輕新血，使新血變得冷淡，甚至轉向正義與發展黨。正義與發展黨則提拔青年，共和人民黨尤如一「古老守衛」，不能代表現代土耳其。左翼分子亦批評共和人民黨反對取消301法案，301法案使人們可被控以「侮辱土耳其人」罪，包括諾貝爾奬得主奧罕·帕慕克、艾麗芙·沙法克及被定罪的土耳其藉阿美尼亞作家赫蘭特·丁克。

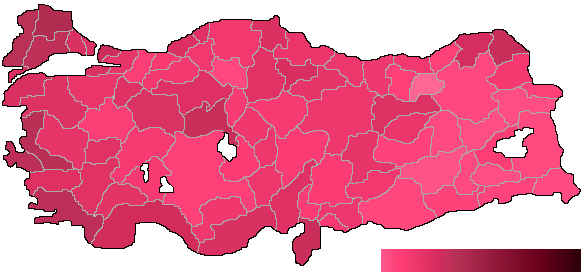
共和人民黨在2007年土耳其大選的表現。

2007年大選，共和人民黨再度慘敗，只得112席，2010年，由於地方選舉失敗，加上黨內持續低迷，巴伊卡爾宣布辭去黨領導的職務。
2007年6月28日，社會黨國際道德委員會要求共和人民黨遞交一份有關「共和人民黨支持民主時的行動」的報告，開始進行將共和人民黨逐出社會黨國際的程序。社會黨國際的成員經常批評共和人民黨的「民族主義言論」侵害全球民主的程度。「共和人民黨早已超越了社會黨國際的準則，所以它應該要被踢出社會民主黨派的大家庭。」
2007年7月19日，一批土耳其左翼分子及人權分子請願，要求社會黨國際儘快開除共和人民黨，他們堅稱「共和人民黨已失去了社會民主的特徵，轉而成為右翼政黨。」
即使面對著關注自由的社會主義團體嚴厲批評，共和人民黨在社會黨國際內的地位仍然舉足輕重，同時它也是歐洲社會黨的準會員。共和人民黨又促請社會黨國際接納北塞浦路斯的共和土耳其党為觀察員。
2007年大選，共和人民黨與民主左翼黨組成聯盟，但共和人民黨遭遇挫敗，只得112席。共和人民黨只能在東巴爾幹三省（埃迪爾內省、泰基爾達省、克爾克拉雷利省）及愛琴海海岸兩省（伊茲密爾省、穆拉省）取得第一位，獲得112席（當中13人是民主左翼黨黨員）。

### 凱末爾·基里達歐魯時期：2010—2023
2011年大選，共和人民黨選情再度慘敗但開始有起息，獲得135席。共和人民黨在2018年的大選和2019年的土耳其地方選舉中，贏得包含伊斯坦堡、首都安卡拉與伊茲米爾等大城市的首長席位，重新振作，挑戰伊斯蘭主義執政黨正義與發展黨的執政地位。

### 厄兹居尔·厄泽尔时期：2023—
在2024年土耳其地方选举中，共和人民党自重新成立以来首次在全国选举内取得了最高得票率，打破了正义与发展党自2002年土耳其大選和2004年土耳其地方選舉以来未有在总得票数上被单个其他政党超越的记录。

## 歷任主席
| 任次                               | 主席 （生年–卒年）                           | 肖像                  | 任期           | 任期           |
| ---------------------------------- | -------------------------------------------- | --------------------- | -------------- | -------------- |
| 1                                  | 穆斯塔法·凯末尔·阿塔图尔克 （1881年–1938年） | Mustafa Kemal Atatürk | 1919年9月9日   | 1938年11月10日 |
| 2                                  | 伊斯麦特·伊诺努 （1884年–1973年）            |                       | 1938年12月26日 | 1972年5月8日   |
| 3                                  | 比倫特·埃傑維特 （1925年–2006年）            | Bülent Ecevit         | 1972年5月14日  | 1980年10月30日 |
| 该党在1980年土耳其政变后被禁止活动 |                                              |                       |                |                |
| 4                                  | 德尼兹·巴伊卡尔 (1938年–2023年)              | Deniz Baykal          | 1992年9月9日   | 1995年2月18日  |
| 5                                  | 希克马特·切廷 (1937年–)                      | Hikmet Çetin          | 1995年2月18日  | 1995年9月9日   |
| (4)                                | 德尼兹·巴伊卡尔 (1938年–2023年)              | Deniz Baykal          | 1995年9月9日   | 1999年5月23日  |
| 6                                  | 阿尔坦·厄伊曼 (1932年–)                      |                       | 1999年5月23日  | 2000年9月30日  |
| (4)                                | 德尼兹·巴伊卡尔 (1938年–2023年)              | Deniz Baykal          | 2000年9月30日  | 2010年5月10日  |
| 7                                  | 凯末尔·克勒奇达尔奥卢 （1948年–）            | Kemal Kılıçdaroğlu    | 2010年5月22日  | 2023年11月5日  |
| 8                                  | 厄兹居尔·厄泽尔 （1974年–）                  | Özgür Özel            | 2023年11月5日  | 现任           |